# Halowe Mistrzostwa Świata w Lekkoatletyce 1989 – trójskok mężczyzn
Trójskok mężczyzn – jedna z konkurencji technicznych rozgrywanych podczas halowych mistrzostw świata w  hali Sport Csárnok w Budapeszcie. Kwalifikacje zostały rozegrane 3 marca, a finał 4 marca 1989. Zwyciężył reprezentant Stanów Zjednoczonych Mike Conley, który tym samym obronił tytuł zdobyty dwa lata wcześniej w Indianapolis. W finale ustanowił rekord mistrzostw z rezultatem 17,65 m.

## Rezultaty

### Kwalifikacje
Do kwalifikacji przystąpiło 16 skoczków. Do finału awansowali zawodnicy, którzy skoczyli co najmniej 16,60 m (Q), a gdyby było ich mniej niż 12, skład finał uzupełniliby kolejni najlepsi skoczkowie aż do łącznej liczby 12 (q).
Opracowano na podstawie materiału źródłowego.
| Miejsce | Zawodnik            | Wynik | Uwagi |
| ------- | ------------------- | ----- | ----- |
| 1       | Wołodymyr Inozemcew | 16,96 | Q     |
| 2       | Milan Mikuláš       | 16,89 | Q     |
| 3       | Mike Conley         | 16,88 | Q     |
| 4       | Juan Miguel López   | 16,76 | Q     |
| 5       | Jorge Reyna         | 16,71 | Q     |
| 6       | Serge Hélan         | 16,59 | q     |
| 7       | John Herbert        | 16,57 | q     |
| 8       | Toussaint Rabenala  | 16,49 | q,    |
| 9       | Alfred Stummer      | 16,46 | q,    |
| 10      | Mykoła Musijenko    | 16,43 | q     |
| 11      | Charles Simpkins    | 16,43 | q     |
| 12      | Andrzej Grabarczyk  | 16,40 | q     |
| 13      | Pierre Camara       | 16,27 |       |
| 14      | Patterson Johnson   | 16,19 |       |
| 15      | Béla Bakosi         | 16,05 |       |
| 16      | Wendell Lawrence    | 15,94 |       |

### Finał
Opracowano na podstawie materiału źródłowego.
| Miejsce | Zawodnik            | Wynik | Uwagi |
| ------- | ------------------- | ----- | ----- |
| 1       | Mike Conley         | 17,65 | [ 3 ] |
| 2       | Jorge Reyna         | 17,41 | [ 3 ] |
| 3       | Juan Miguel López   | 17,28 | [ 3 ] |
| 4       | Wołodymyr Inozemcew | 17,17 |       |
| 5       | Milan Mikuláš       | 16,84 |       |
| 6       | Serge Hélan         | 16,62 |       |
| 7       | Andrzej Grabarczyk  | 16,56 |       |
| 8       | John Herbert        | 16,55 |       |
| 9       | Charles Simpkins    | 16,26 |       |
| 11      | Toussaint Rabenala  | 16,06 |       |
| 11      | Alfred Stummer      | 15,93 |       |
| –       | Mykoła Musijenko    | NM    |       |